# Zdeněk Šmejkal
Zdeněk Šmejkal (* 29. červen 1988, Český Brod, Československo) je český fotbalový obránce momentálně působící v českém prvoligovém týmu 1. FK Příbram.

## Klubová kariéra
S fotbalem začínal v klubu AC Sparta Praha, kde prošel všemi mládežnickými celky a v roce 2007 se dočkal i prvoligové premiéry v dresu FC Viktoria Plzeň, kam přešel. V dané sezoně odehrál 11 utkání, vstřelil v nich i premiérovou branku. V létě 2008 šel na hostování do Příbrami a v létě 2010 přestoupil do Baníku Ostrava. Do Příbrami se vrátil v létě 2012.

## Reprezentace
Zdeněk Šmejkal nastoupil za některé mládežnické výběry České republiky. Bilance:
- reprezentace do 19 let: 11 utkání (2 výhry, 2 remízy, 7 proher), 0 vstřelených gólů
- reprezentace do 21 let: 2 utkání (1 výhra, 1 prohra), 1 vstřelený gól

### Reprezentační góly a zápasy
Góly Zdeňka Šmejkala v české reprezentaci do 21 let
| Gól | Datum       | Stadion          | Soupeř    | Skóre (min.) | Výsledek | Soutěž           |
| --- | ----------- | ---------------- | --------- | ------------ | -------- | ---------------- |
| 010 | 25. 3. 2011 | Uherské Hradiště | Bělorusko | 02:000 (51.) | 2:0      | přátelské utkání |

Zápasy Zdeňka Šmejkala v české reprezentaci do 21 let
| Rok    | Zápasy | Góly |
| ------ | ------ | ---- |
| 2009   | 0      | 0    |
| 2011   | 2      | 1    |
| Celkem | 2      | 1    |